# Ancyluris mira
Ancyluris mira is een vlindersoort uit de familie van de prachtvlinders (Riodinidae), onderfamilie Riodininae.
Ancyluris mira werd in 1874 beschreven door Hewitson.